# Kochvelili
Kochvelili är en ort i Azerbajdzjan.   Den ligger i distriktet Ağstafa Rayonu, i den västra delen av landet, 400 km väster om huvudstaden Baku. Kochvelili ligger 251 meter över havet och antalet invånare är 2 792.
Terrängen runt Kochvelili är platt åt sydväst, men åt nordost är den kuperad. Närmaste större samhälle är İkinci Şıxlı, 13,0 km väster om Kochvelili.
Trakten runt Kochvelili består till största delen av jordbruksmark. Runt Kochvelili är det ganska tätbefolkat, med 72 invånare per kvadratkilometer.